# سكوت تونبريدج
سكوت تونبريدج (بالإنجليزية: Scott Tunbridge)‏ هو لاعب كرة قدم أسترالي في مركز الهجوم، ولد في 26 يونيو 1982 في أديلايد في أستراليا. لعب مع أديلايد سيتي وبارا هيلز نايتس وكامبرلاند يونايتد ونادي جنوب ملبورن ونورث إيسترن ميترو ستارز ونيوكاسل يونايتد جتس وهاميلتون أكاديميكال.